# Jean-François Dandrieu
Jean-François Dandrieu /ʒɑ̃ fʁɑ̃ˈswa dɑ̃ˈdʁjø/ (Parigi, 1682 – Parigi, 17 gennaio 1738) è stato un musicista, organista, clavicembalista e compositore francese.

## Biografia

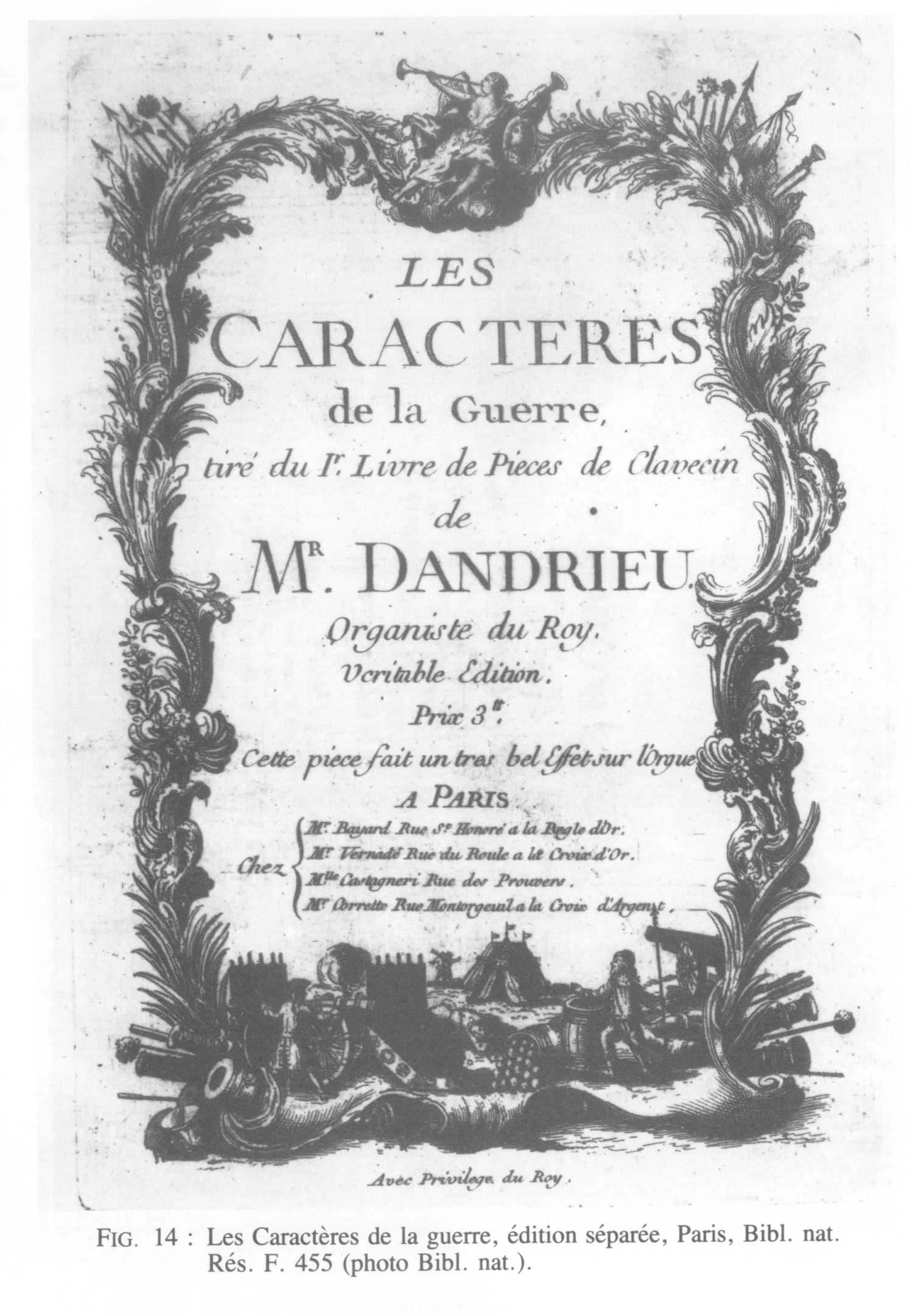

Nato in una famiglia di fabbricanti di artigianato d'arte e di musicisti originaria di Angers, suonò il clavicembalo all'età di cinque anni davanti alla principessa Palatina, duchessa d'Orléans, alla corte di Luigi XIV, inizio di una prestigiosa carriera da clavicembalista e organista. Succedette nel 1705 a Nicolas Lebègue come titolare dell'organo della chiesa di Saint-Merry, e fece parte nel 1706 di una commissione che attribuì a Rameau la carica di organista della chiesa della Sainte-Madeleine en la Cité - posto che questi però rifiutò. Fu anche organista della chiesa di Saint-Barthélemy, oggi distrutta, sull'île de la Cité, dove succedette a suo zio Pierre Dandrieu (1664-1733), sacerdote ed organista di Saint-Barthélemy che pubblicò verso il 1714 un libro di noëls per l'organo e per il clavicembalo. Sua sorella Jeanne-Françoise gli succedette a questo stesso organo.
Pubblicò nel 1718 un trattato intitolato Principes de l'accompagnement (Principi di accompagnamento), opera importante per la conoscenza della pratica musicale della sua epoca ed ottenne nel 1721 uno dei posti di organista della Chapelle Royale (il suo successore a questo posto fu Louis-Claude Daquin).

## Opere
Le opere di Jean-François Dandrieu comprendono :
- alcune sonate in trio (1705) ;
- tre libri per clavicembalo detti « di gioventù » (1705) ;
- alcune sonate per il violino (1710) ;
- Les Caractères de la Guerre (Le Caratteristiche della Guerra), concerto per strumenti (1718) ;
- tre libri di pezzi per clavicembalo (1724, 1728, 1734) ;
- un Premier livre de pièces d'orgue (Primo Libro di pezzi per organo), redatto poco prima della sua morte e pubblicato all'inizio dell'anno 1739.
- un secondo volume pubblicato sotto il suo nome , ma apparso oltre venti anni dopo la sua morte, nel 1759, senza dubbio a cura della sorella, ed intitolato Noëls, O Filii, Chansons de saint Jacques, Stabat Mater et Carillons… pour l'orgue et le clavecin (Pezzi natalizi, O Filii, Canti di San Giacomo, Stabat Mater e Carillons... per l'organo e per il clavicembalo. Questa raccolta apparve come seconda edizione del volume di noëls di Pierre Dandrieu, che il nipote snellì, riscrisse e completò per dargli maggior equilibrio ed omogeneità, forse più per suo uso personale che non per darlo alle stampe.

Come disse il compositore nell'avvertenza, il Premier livre è « composto di sei suite di toni differenti, di cui la metà in modo minore e l'altra metà in modo maggiore. Ciascuna suite comincia con un offertorio, al quale fanno seguito più pezzi distinti, e finisce con un Magnificat nello stesso tono». Con questi pezzi, Dandrieu si inserisce nella grande tradizione dell'organo liturgico, in un'epoca in cui la musica per organo perdeva la sua elevatezza per diventare più autonoma e più decorativa. Dandrieu precisa inoltre nell'avvertenza :
« La difficoltà di comporre dei pezzi per organo tali da sperare che fossero degni della maestà del luogo dove si suona questo strumento che porta tanta distinzione al canto delle lodi di Dio, mi ha, per lungo tempo, fatto essere incerto nell'intraprendere questo lavoro. Ma, alla fine, la considerazione della necessità che vi possono essere persone particolarmente consacrate al servizio dell'altare, ha fatto sì che mi applicassi con tutto l'impegno del quale sono capace. »
Al clavicembalo, lo stile semplice ed elegante di Dandrieu è vicino a quello di Couperin con una pratica del contrappunto che lo avvicina talvolta ai tedeschi. Quest'opera è in Francia, dopo quelle di Couperin e di Geoffroy, la più importante per quanto riguarda il numero dei pezzi. Il quadro severo della suite di danze è abbandonato a vantaggio dei "pezzi caratteristici" dai titoli evocatori.

## Estratto sonoro
- Magnificat G minor Clicquot organo (1783)

« Plein Jeu », premier Magnificat de la suite en ré majeur pour orgue.
Incisione :
- G.O. : Montre 16, Montre 8, Prestant, Doublette, Plein-Jeu VII
- Positif : Montre, Prestant, Doublette, Plein-Jeu IV
- G.O. et Positif accouplés. Tirasse G.O. et Positif.

## Discografia
- Jean-Charles Ablitzer, Noëls et Magnificat de Jean-François Dandrieu, suonati all'organo di Domgermain (label ILD, 2004).
- Jean-Francois Dandrieu : Premier livre de clavecin par Iakovos Pappas, Ogam
- Jean-Patrice Brosse : Pièces d'Orgue in Vêpres de l'Assomption Verany
- Six sonates en trio op.1, Le Consort, Théotime Langlois de Swarte, Sophie de Bardonnèche, violons, Louise Pierrard, viole de gambe, Hanna Salzenstein, violoncelle, Justin Taylor, clavecin orgue. CD Alpha 2019, Diapason d'or, 5 étoiles Classica.